# Anthony Martial
Anthony Joran Martial (ur. 5 grudnia 1995 w Massy) – francuski piłkarz gwadelupskiego pochodzenia, występujący na pozycji napastnika w greckim klubie AEK Ateny. W latach 2015-2021 reprezentant Francji. Srebrny medalista Mistrzostw Europy 2016.

## Kariera klubowa

### Olympique Lyon
Karierę piłkarską rozpoczynał w 2001, w młodzieżowym zespole CO Les Ulis. W 2009, w wieku 14 lat, został zauważony przez skautów Olympique Lyon, do którego to klubu trafił w tym samym roku. Podczas swojego drugiego sezonu w zespole do lat 17 zdobył 32 gole w 21 występach, co zaowocowało powołaniem do reprezentacji Francji do lat 17 na rozgrywane w Słowenii młodzieżowe Mistrzostwa Europy.
6 grudnia 2012 zadebiutował w barwach pierwszej drużyny, zmieniając Yassine'a Benzię w 80. minucie wygranego 2:0 spotkania fazy grupowej Ligi Europy z izraelskim Hapoelem Ironi Kirjat Szemona. Pierwszy mecz w Ligue 1 zanotował 3 lutego 2013, zastępując Rachida Ghezzala w 79. minucie przegranego 1:3 meczu z AC Ajaccio. Do końca rozgrywek jeszcze dwukrotnie był wykorzystywany jako zmiennik.

### AS Monaco
30 czerwca 2013 oficjalnie ogłoszono transfer Martiala do AS Monaco za kwotę 5 mln euro. Sam zawodnik z nowym klubem podpisał trzyletni kontrakt. 24 listopada tego samego roku Martial rozegrał pierwszy mecz w barwach Monaco, zastępując Radamela Falcao w 63. minucie wygranego 1:0 spotkania z FC Nantes. Sześć dni później zdobył swojego pierwszego gola dla klubu podczas wygranego 2:0 meczu z Stade Rennais. W grudniu podczas spotkania z Valenciennes FC doznał kontuzji kostki, która na jakiś czas wyeliminowała go z gry. 27 stycznia 2014 Martial przedłużył swój kontrakt z Monaco do czerwca 2018.
W swoim drugim sezonie w Monaco Martial zdobył 9 bramek w 36 ligowych występach. Pierwszego gola w rozgrywkach zdobył 5 października 2014, wchodząc najpierw na boisko w miejsce Lucasa Ocamposa, a następnie w doliczonym czasie zapewniając swojej drużynie remis 1:1 podczas starcia z Paris Saint-Germain. 13 marca 2015 zdobył dwie bramki w wygranym 3:0 meczu z Bastią.
4 sierpnia 2015 Martial zdobył swojego pierwszego gola w europejskich rozgrywkach. Miało to miejsce podczas meczu 3. rundy eliminacji do Ligi Mistrzów, w którym Monaco wygrało 4:0 ze szwajcarskim BSC Young Boys.

### Manchester United
1 września 2015 Martial podpisał 4-letni kontrakt z opcją przedłużenia o kolejny rok z angielskim Manchesterem United. 12 września zadebiutował w nowych barwach, zmieniając Juana Matę w 65. minucie spotkania ligowego z Liverpoolem, a 21 minut później ustalając wynik na 3:1. Ta sama bramka została wybrana przez kibiców Manchesteru bramką miesiąca, a sam zawodnik otrzymał nagrodę piłkarza września w Premier League. 27 maja 2024 roku Martial ogłosił na swoich mediach społecznościowych, że wraz z wygaśnięciem umowy z Manchesterem United zostanie wolnym agentem. 

### Sevilla
25 stycznia 2022 udał się na półroczne wypożyczenie do Sevilli.

## Statystyki klubowe
(aktualne na 9 grudnia 2023)
| Klub               | Sezon              | Liga               | Liga  | Liga   | Puchar kraju | Puchar kraju | Puchar ligi | Puchar ligi | Europa | Europa | Inne  | Inne   | Suma  | Suma   |
| Klub               | Sezon              | Liga               | Mecze | Bramki | Mecze        | Bramki       | Mecze       | Bramki      | Mecze  | Bramki | Mecze | Bramki | Mecze | Bramki |
| ------------------ | ------------------ | ------------------ | ----- | ------ | ------------ | ------------ | ----------- | ----------- | ------ | ------ | ----- | ------ | ----- | ------ |
| Olympique Lyon     | 2012/13            | Ligue 1            | 3     | 0      | –            | –            | –           | –           | 1      | 0      | –     | –      | 4     | 0      |
| AS Monaco          | 2013/14            | Ligue 1            | 11    | 2      | 3            | 0            | 1           | 0           | –      | –      | –     | –      | 15    | 2      |
| AS Monaco          | 2014/15            | Ligue 1            | 35    | 9      | 3            | 2            | 3           | 1           | 7      | 0      | –     | –      | 48    | 12     |
| AS Monaco          | 2015/16            | Ligue 1            | 3     | 0      | –            | –            | –           | –           | 4      | 1      | –     | –      | 7     | 1      |
| Manchester United  | 2015/16            | Premier League     | 31    | 11     | 7            | 2            | 2           | 1           | 9      | 3      | –     | –      | 49    | 17     |
| Manchester United  | 2016/17            | Premier League     | 25    | 4      | 3            | 1            | 3           | 2           | 10     | 1      | 1     | 0      | 42    | 8      |
| Manchester United  | 2017/18            | Premier League     | 30    | 9      | 4            | 0            | 3           | 1           | 8      | 1      | –     | –      | 45    | 11     |
| Manchester United  | 2018/19            | Premier League     | 27    | 10     | 2            | 1            | 1           | 0           | 8      | 1      | –     | –      | 38    | 12     |
| Manchester United  | 2019/20            | Premier League     | 32    | 17     | 5            | 1            | 4           | 1           | 7      | 4      | –     | –      | 48    | 23     |
| Manchester United  | 2020/21            | Premier League     | 22    | 4      | 4            | 0            | 2           | 1           | 8      | 2      | –     | –      | 36    | 7      |
| Manchester United  | 2021/22            | Premier League     | 8     | 1      | 0            | 0            | 1           | 0           | 2      | 0      | –     | –      | 11    | 1      |
| Sevilla (wyp.)     | 2021/22            | Primera División   | 9     | 0      | –            | –            | –           | –           | 3      | 1      | –     | –      | 12    | 1      |
| Manchester United  | 2022/23            | Premier League     | 21    | 6      | 2            | 0            | 3           | 2           | 3      | 1      | –     | –      | 29    | 9      |
| Manchester United  | 2023/24            | Premier League     | 13    | 1      | 0            | 0            | 2           | 1           | 4      | 0      | –     | –      | 19    | 2      |
| Ogólnie w karierze | Ogólnie w karierze | Ogólnie w karierze | 270   | 74     | 33           | 7            | 25          | 10          | 74     | 15     | 1     | 0      | 403   | 106    |

## Sukcesy

### Manchester United
- Liga Europy UEFA: 2016/2017
- Puchar Anglii: 2015/2016
- Puchar Ligi Angielskiej: 2016/2017, 2022/2023
- Tarcza Wspólnoty: 2016

### Reprezentacyjne
- Wicemistrzostwo Europy U-19: 2013
- Wicemistrzostwo Europy: 2016
- Liga Narodów UEFA: 2020/21

### Wyróżnienia
- Złoty Chłopiec: 2015[16]
- Piłkarz miesiąca Premier League: wrzesień 2015[13]

## Życie prywatne
Anthony Martial pochodzi z Gwadelupy. Ma dwóch starszych braci – Johana, również piłkarza grającego na pozycji obrońcy w Maccabi Petach Tikwa oraz Doriana, piłkarza Les Ulis. Jest żonaty z Samanthą, z którą ma córkę.